# Херцогство Амалфи
Република Амалфи (на италиански: Repubblica di Amalfi) до 954 г., по-късно Херцогство Амалфи (Ducato di Amalfi), е стара италианска държава, управлявана между IX и XII век век от поредица херцози (на латински: duces), понякога наричани дожове, подобно на съперничещата Венецианска република. Заедно с Пиза, Генуа, Венеция и Рагуза Амалфи е една от най-известните морски републики и присъства със собствен герб на знамето на Италианския флот. Тя е най-старата и в продължение на два века най-могъщата от морските републики.
През X и XI век de facto е независима държава в Южна Италия с център град Амалфи. Преди това е част от Херцогство Неапол. Първият херцог е избран през 958 г. Става голяма сила за един век в Средиземноморската територия и през 1073 г. попада под владението на норманите.

## История

### От хегемонията на Неапол към автономия
През 839 г., по същото време като борбата между лангобардите и византийците, провизантийският Амалфи е нападнат и завладян от лангобардския принц на Беневенто Сикард. След трагичната му смърт и произтичащата от това насилствена криза при наследяването на Княжество Беневенто, жителите на Амалфи се разбунтуват и успяват да прогонят лангобардския гарнизон.
На 1 септември 839 г. Амалфи получава административна автономия, въпреки че има формална зависимост от трона на Византия чрез Херцогство Неапол. В началото има система от комити и префектури: комитите се управляват една година, а понякога и две или три, докато префектите, отговарящи за комитите, остават на поста си по-дълго. Префектът Марино се опитва да установи династичен режим, като първо назначава собствените си синове за сърегенти, но опитът се проваля с неговия наследник.
През 849 г. Амалфи, като част от Кампанската лига, участва със своя флот в битката при Остия, проведена през лятото, срещу сарацинския флот.

### Амалфи става херцогство
Периодът преди херцогството завършва през 954 г., когато Мастало II се титулува за херцог след навършване на пълнолетие, но умира през 958 г. След това новият херцог Сергий I основава нова династия, предназначена да управлява непрекъснато през следващите 115 години, с изключение на периода 1039 – 1052 г., когато принцът на Салерно анексира херцогството на Амалфи.

### Амалфи под норманско управление
През 1073 г. Амалфи най-накрая е завладян от Робер Гискар, херцог на Пулия, и малко след това неговият третороден син Гуидо е направен херцог. Но Амалфи се разбунтува два пъти: първия път избира предишния принц на Салерно Гизулф, втория път член на семейството на херцозите на Неапол. През 1131 г. Роже II Сицилиански окончателно покорява града.

### Връзки с Пиза
Още в средата на XII век Амалфи губи напълно политическата си автономия, макар че продължава търговския си обмен, наслаждавайки се на широка (поне в този период) административна автономия.
Под защитата на нормана Уилям, трети херцог на Пулия, администраторите на Амалфи постигат през октомври 1126 г. изгодно търговско споразумение с Пиза за сътрудничество в защитата на общите интереси в Тиренско море. Това споразумение е резултат от приятелство с тосканската република, продължило десетилетия. Амалфи обаче няма собствена армия, която да защитава интересите на търговците от Амалфи. Ето защо не се забелязват кораби на Амалфи много често да участват във военни действия срещу други морски републики.
Именно армията на Пиза нарушава споразумението с Амалфи и атакува крайбрежния град на 4 август 1135 г. в контекста на войната, включваща папа Инокентий II и новия император Лотар III (и с тях републиките на Генуа и Пиза) срещу нормана Роже II от Алтавила, който контролира територията на Амалфи. Тази война завършва в полза на Роджър II, който вижда правата му върху териториите на Южна Италия признати. Амалфи губи и политическата си автономия.

## Органи на управление

### Херцог или дож
В началото на календарната година, на 1 септември, се провежда изборът на херцозите, които управляват Република Амалфи. В същия ден херцогът има правомощието да обнародва закони и укази с формулата per hoc nostrum preceptum. Република Амалфи, създадена през 839 г., първоначално се управлява от графове (comites), избирани ежегодно на 1 септември, а след това, започвайки от 957 г., от херцози (duces), които свързват своя първороден син с властта, превръщайки републиката в наследствено херцогство. Накрая, след норманското завоевание (1131 г.) – от кралски назначени магистрати (стратеги).
Инвеститурата на херцога се състои в атриума на палатинската църква „Сан Салваторе де Биректо“ в Атрани с връчването на наметалото и шапката – символ на херцогската власт. В двора на тази църква в предхерцогския период става инвеститурата на комитите, а впоследствие, в Анжуйската епоха, там се събират парламентите, създадени през 1266 г. от ежегодно избираните кметове на крайбрежните градове. Инвеститурата е провъзгласявана от архиепископа на Амалфи.

### Законодателство

#### Consuetudines Civitatis
Consuetudines Civitatis е сборник от закони, преписан едва през 1274 г.. Той регулира правните отношения в херцогството.

#### Амалфийски таблици
Амалфийските таблици (на итал. Tavole amalfitane) са морски кодекс, съставен в Амалфи около XI век. Това е най-старият италиански морски статут, използван в района на Средиземно море до XVI век. Те очертават правата и задълженията на екипажа на плавателния съд, разглеждат проблема с оказването на помощ на ранените или болните моряци и как да се действа в извънредни ситуации, като пиратски атаки. Освен това се разглеждат въпроси, свързани с наемните цени, и се установяват правата и задълженията на корабособствениците. Успехът и разпространението на таблиците от Амалфи се дължат на техния баланс и способността им да предотвратяват измами и да затрудняват фалшивите тълкувания.
Текстът на таблиците достига до наши дни чрез ръкописни копия. През 1929 г. Италианското правителство купува едно от тези копия от Австрия (бивша собственост на венецианския дож Марко Фоскарини) и след това го доставя в Амалфи; документът все още се пази в Градския музей в сградата на общината.

## Валута
Амалфийското тарѝ, широко разпространено в търговията в Средиземноморието, е официалната парична единица на Амалфи от векове. Монетата произлиза от подобна арабска монета. В района на града, близо до плажа, се е намирал площад, където работят обменниците и подписващите на флорентинската и сиенската банки.
В Амалфи циркулират и други валути, включително византийското солдо, най-разпространеното, което има стойност от 4 тарѝ.
Монетният двор на Амалфи прекратява дейност през 1220 г., когато е затворен от Фридрих II.

## Търговски пътища
За по-малко от два века Херцогство Амалфи става основната търговска и военна сила в горната част на Тиренско море, а Амалфи е „най-проспериращият, благороден и знаменит град на Лонгобардия“, както казва арабският пътешественик Ибн Хаукал през 977 г., много важен космополитен център, където според Гулиелмо от Пулия (края на XI век) „... са живели най-добрите мореплаватели на времето и където са пристигали търговци от всички части на известния тогава свят...“. Основата на неговото богатство е дървеният материал, на който крайбрежните планини са много богати по това време.
Дървесината – суровина за строителството на търговски кораби, някога е била много ценна търговска стока с арабските и африканските страни. Корабите на Амалфи, натоварени с дърва, заминават за Северна Африка, където обменят стоките си за злато, идващо от мините, разположени в сърцето на Африка. След това на сирийско-палестинското и малоазийското крайбрежие те обменят златото за скъпоценни камъни, слонова кост, златарски изделия, подправки, коприна и скъпоценни тъкани, които след това отнасят обратно в родината си и в Рим, Равена, Павия и големите италиански градове.
Амалфи основава колонии и представителни центрове в Александрия, Египет, Тунис, Кипър, Византия, дори в Индия. На Света гора в Гърция основава манастир, в Йерусалим грандиозна болница с над 1000 легла, управлявана от монасите хоспиталиери на Св. Йоан, днес известни като Орден на Малтийските рицари.
Други известни продукти са (и днес) Амалфийската хартия и Лимонът от Амалфийското крайбрежие. Хартията от Амалфи, наричана още Charta Bambagina, е особен и ценен вид хартия, произвеждана от Средновековието в Амалфи. Лимонът от крайбрежието на Амалфи (Limon amalphitanus), известен още като Sfusato Amalfitano, е италиански продукт от плодове и зеленчуци със защитено географско указание. Произвежда се в общините, принадлежащи към крайбрежието на Амалфи, а именно Амалфи, Атрани, Четара, Конка дей Марини, Фуроре, Майори, Минори, Позитано, Праяно, Равело, Скала, Трамонти, Виетри сул Маре, Райто, Драгонеа и Албори (и двете подселища на Виетри сул Маре).

## Владетели на Амалфи

### Префекти на Република Амалфи
Хронология според Трояно Спинели: и Матео Камера
- 840 – 841 1-ви префект, Петър
- 841 – 841 2-ри префект, Сергий (син на Констанций или Григорий?) (за няколко месеца)
- 841 – 842 3-ти префект Мавър

Алтернативна хронология:
- 839 – 860 г. Марин

### Графове(comites) на Република Амалфи
Хронология според Трояно Спинели: и Матео Камера
- 841 – 84? 1-ви граф, Урс (син на Мавър)
- 84? – 84? 2-ри граф, Кунари
- 84? – 84? 3-ти граф, Сергий (син на Константин)
- 84? – 842 4-ти граф, Пулхар (син на Лукиан)
- 842 – 843 5-и графове, Луп и Якинт
- 843 – 844 6-и граф, Марин (или Мавър?) (син на Лукиан)
- 844 – 845 7-и графове, Урс и Сергий (или Флур̠? или Йоан?)
- 845 – 846 8-и графове Муск и Сергий
- 846 – 847 9-и графове Лъв (или Атраний?) и Мавър (или Ман ?, или Тавър ?)
- 847 – 848 10-и графове, Лупин и Йоан (или Н...?)
- 848 – 849 11-и графове, Мавър от Амалфи и Урс от Амалфи
- 849 – 850 12-и графове, Урс от Амалфи и Сергий от Амалфи (син на Марин от Амалфи)
- 850 – 851 13-и графове, Тавър от Амалфи и Константин от Амалфи (или Лъв ?)
- 851 – 854 14-и графове, Сергий от Амалфи (син на Марин от Амалфи или на Грегорий ?), Magister Militum
- 854 – 868 15-и графове, Марин от Амалфи (син на Лукиан от Амалфи) и Сергий от Амалфи (син на Марин от Амалфи)
- 868 – 8?? 16-и графове, Мавър от Амалфи (син на Мавър от Амалфи) и Сергий от Амалфи (син на Петър от Амалфи)
- 8?? – 8?? 17-и графове, Буоно от Амалфи и Йоан от Амалфи
- 8?? – 8?? 18-и графове, Панталеон от Амалфи и Урс от Амалфи
- 8?? – 8?? 19-и графове, Сергий от Амалфи (син на Марин от Амалфи) и Йоан от Амалфи
- 8?? – 8?? 20-и графове, Марин от Амалфи, Гваймарий от Амалфи и Йоан от Амалфи
- 8?? – 8?? 21-ви графове, Урс от Амалфи, Сергий от Амалфи и Мансон от Амалфи
- 8?? – 8?? 22-ри граф, Сергий от Амалфи (син на Грегорий от Амалфи)
- 8?? – 872 23-ти графове, Виталий от Амалфи, Сергий от Амалфи и Мавър от Амалфи
- 872 – 873 24-ти графове, Сергий от Амалфи и Мавър от Амалфи
- 873 – 874 25-и граф, Урс от Амалфи старши (син на Марин от Амалфи), (за 3 месеца)
- 873 – 874 26-и графове, Урс от Амалфи старши и Сергий от Амалфи (за 3 месеца)
- 874 – 874 27-и граф, Урс от Амалфи старши (за 20 дена)
- 874 – 874 28-и граф, Урс от Амалфи Галастик (или Gabastensis ?) (син на Йоан от Амалфи) (за 6 месеца)
- 874 – 877 29-и граф, Марин от Амалфи (син на Лукиан от Амалфи)
- 877 – 881 30-и графове, Марин от Амалфи и Пулхар от Амалфи (син на Марин от Амалфи)
- 881 – 888 31-ви граф, Пулхар от Амалфи
- 888 – 889 32-ри графове, Сергий от Амалфи старши (син на Сергий Деодат от Амалфи или на Леонат ?) и Петър от Амалфи, епископ (син на Урс от Амалфи)
- 889 – 892 33-ти граф, Сергий от Амалфи старши
- 892 – 892 34-ти граф, Манс от Амалфи (или Марк ?) (син на Лупин от Амалфи), (за 18 дена)
- 892 – 898 35-и граф Марин Неаполитански (син на Лъв Неаполитански)
- 898 – 898 36-и граф, Лъв Неаполитански (син на Марин Неаполитански)

#### Алтернативна хронология
- Петър
- Марин (1-ви път)
- 860 Сергий (I)
- 860 Мавър
- 866 – ок. 870 Марин (2-ри път)
- 866 – 879 Пулхар
- 879 – 898 Стефан
- 898 – 914 Мансо I
- 914 – 953 Мастал I
  - 920 – 931 Лъв
  - 939 – 947 Йоан (I)
- 953 – 957 Мастал II

### Херцозиили дожове на Херцогство Амалфи

#### Хронология според италианската енциклопедия Трекани:[8]
Мастал е избран за херцог при навършването на пълнолетие, но умира на следващата година. След това стартирана нова династия. Тя царува непрекъснато през следващите 115 години, с изключение на периода 1039 – 1052 г., когато херцогът на Салерно завладява херцогството.
- 957 – 958 г. Мастал II

Дом Musco Comite
- 958 – 966 г. Сергий I (II)
- 966 – 1004 Мансо I (II), също принц на Салерно (981 – 983)
  - 984 – 986 Аделферий, в опозиция на Мансон
- 1004 – 1007 Йоан I (II), също принц на Салерно (981 – 983)
- 1007 – 1028 Сергий II (III)
- 1028 – 1029 Мансо II (III) под регентството на
  - 1028 – 1029 г. майка му Мария от Капуа
- 1029 – 1034 Йоан II (III)
- 1034 – 1038 Мансо II (III), с майка си Мария от Капуа
- 1038 – 1039 Йоан II (III), с майка си Мария от Капуа

Дом Салерно
- 1039 – 1052 Гваймар I, също принц на Салерно (1027 – 1052)
  - 1043 – 1052 Мансо II (III), отново
  - 1047 – 1052 Гваймар II с баща си Гваймар I

Дом Musco Comite
- 1052 – 1069 Йоан II (III), отново
- 1069 – 1073 г. Сергий III (IV)
- 1073 – 1073 Йоан III (IV)

#### Хронология споредТрояно Спинели[9], Джузепе Бизони[10]иМатео Камера[11]
- 892 – 908 1-ви херцог, Мансо I от Амалфи („Фускул“) (син на Лъв от Амалфи)
- 908 – 913 1-ви и 2-ри херцог, Мансо I от Амалфи и неговият син Мастал I от Амалфи (или Мастар/Мастол)
- 913 – 928 2-ри херцог, Мастал I от Амалфи (или Мастар/Мастол)
- 926 – 948 2-ри и 3-ти херцог, Мастал I от Амалфи и неговият син Йоан I от Амалфи
- 948 – 952 4-ти и 5-и херцог, Андроза (жена на предходния) и синът им Мастал II-младши
- 952 – 959 6-и херцог, Сергий I (син на Н. и внук на Сергий от Амалфи) (за 7 г. и 6 мес.)
- 959 – 963 7-и херцог, Мансо II от Амалфи (син на предходния)
- 963 – 963 8-и херцог, Алфен от Амалфи (брат на предходния) (за 1 г. и 9 мес.)
- 963 – 981 9-и херцог, Мансо I от Амалфи (брат на предходния)
- 981 – 1000 9-и и 1-ви херцог, Мансо I от Амалфи и синът му Йоан I „Петрела“
- 1000 – 1004 10-и херцог, Йоан I „Петрела"
- 1004 – 1016 11-и херцог, Сергий II Неаполитански (син на Йоан Неаполитански)
- 1016 – 1019 11-и и 12-и херцог, Сергий II Неаполитански и неговият син Йоан II от Амалфи
- 1019 – 1032 12-и херцог, Йоан II от Амалфи (син на предходния)
- 1032 – 1035 12-и и 13-и херцог, Йоан II от Амалфи и неговият син Сергий III
- 1035 – 1039 14-и и 14-и херцог, Мария от Капуа (жена на Сергий II Неаполитански) и синът им Мансон III от Амалфи (за 4 г. и 6 мес.)
- 1039 – 1039 16-и херцог, Йоан II от Амалфи, брат на предходния
- 1039 – 1045 Гваймар IV от Салерно (син на Гваймар III от Салерно и на Гайтелгрима от Беневенто)
- 1007 – 1026 9-и херцог, Сергий V (син на Йоан I „Петрела“) (с кратък период на господство заедно с баща му)
- 1026 – 1034 10-и херцози, Йоан II (син на предходния) и Сергий VI (син на Йоан III)
- 1034 – 1038 11-и херцози, Мансо III от Амалфи (брат на Йоан III) и Мария от Амалфи (съпруга на Сергий V и майка на Мансон II от Амалфи)
- 1038 – 1039 12-и херцог, Йоан III (син на Сергий V)
- 1039 – 1052 13-и херцог, Мансо III от Амалфи (брат на предходния) (след като Гваймар IV, княз на Салерно, окупира Херцогство Амалфи)
- 1052 – 1069 14-и херцог, Йоан III (брат на Йоан II)
- 1069 – 1073 15-и херцог, Сергий VI (син предходния) (с кратък период на господство заедно с баща му)

## Нормански херцози (стратеги) на Херцогство Амалфи
Амалфи е превзет от Робер Гискар, херцог на Пулия. Въпреки това Амалфи се разбунтува два пъти, веднъж избирайки бившия принц на Салерно Гизулф и веднъж избирайки неаполитанец от това херцогско семейство.

### Хронология споредТрояно Спинели[9], Джузепе Бизони[10]иМатео Камера[11]
- 1073 – 1088 1-ви херцог, Робер Гискар, херцог на Пулия
- 1088 – 1089 2-ри херцог, Гизулф, принц на Салерно
- 1089 – 1096 3-ти херцог, Роже Борса, херцог на Пулия
- 1096 – 1101 4-ти херцог, Марин Севаст
- 1101 – 1111 5-и херцог, Роже Борса, херцог на Пулия
- 1111 – 1127 6-и херцог, Уилям (син на предходния)

Някой си Мансо управлява Амалфи, сечейки своя собствена валута, под титлата vicedux (вице-херцог) известно време между 1077 и 1096 г., най-вероятно по време на управлението на сина на Робер Гискар – Роже Борса. Мансо признава нормандското господство и най-вероятно е назначен от норманите.

#### Алтернативна хронология
- 1073 – 1088 1-ви херцог, Гуидо д'Алтавила
- 1088 – 1089 2-ри херцог, Гизулф, преди това принц на Салерно (1052 – 1078)
- 1089 – 1096 3-ти херцог, Гуидо д'Алтавила
- 1096 – 1100 4-ти херцог, Марин Севаст
- 1100 – 1108 5-и херцог, Гуидо д'Алтавила

## Неаполитанскихерцози
Към края на XIV век Амалфи е към Неаполитанското кралство.
Титлата „херцог на Амалфи“ (Duca di Amalfi на италиански) е възобновена при Кралство Неапол в края на XIV век, преминавайки към семейство Пиколомини през 1461 г.
- 1398 – 1405 1-ви херцог, Венчезлао Сансеверино, 3-ти граф на Трикарико и Киаромонте, 1-ви граф на Веноза
- 1405 – 1438 2-ри херцог, Джордано Колона
- 1438 – 1459 3-ти херцог, Раймондо II дел Балцо Орсини († 1459), княз на Салерно

1461 – 1583 Херцогство Амалфи е в ръцете на сем. Пиколомини:
- 1461 – 1493 4-ти херцог Антонио Мария Тодескини Пиколомини д'Арагона (* 1435, † 1492), брат на папа Пий III
- 1493 – 1498 5-и херцог Алфонсо I Тодескини Пиколомини († 1498), син на предходния

- 1498 – 1559 6-и херцог, Алфонсо II Тодескини Пиколомини (1499, † 1559), син на предходния
- 1559 – 1575 7-и херцог, Чезаре I Гонзага (* 1536, † 1575), и 2-ри граф на Гуастала (1557 – 1575)
- 1575 – 1584 8-и херцог, Алфонсо III Тодескини Пиколомини
- 1584 – 1632 9-и херцог, Феранте II Гонзага (* 1653, † 1632,) син на Чезаре I Гонзага
- 1632 – 1656 10-и херцог, Отавио Пиколомини (* 1599, † 1656), също и имперски княз
- 1656 – 1673 11-и херцог, Енеа Силвио Пиколомини († 1673), също и имперски княз

## Испанскихерцози (1902 – понастоящем)
Титлата е възродена като Duque de Amalfi от Алфонсо XIII, крал на Испания, през 1902 г.
- 1902 – 1912 Фулхенсио Фустер и Фонтес
- 1912 – 1945 Антонио де Заяс и Бомон
- 1945 – 1959 Луис Морено и Заяс
- 1959 – 1996 Мария дел Кармен Котонер и Котонер
- 1996 – 2004 Иниго Сеоане и Котонер
- от 2004 Иниго Сеоане Гарсия

Както при другите испански благороднически титли, херцогството на Амалфи първоначално се спуска според родственото първородство, което означава, че жените могат да наследяват титлата, ако нямат братя (или ако братята им нямат потомство). Това се променя през 2006 г., откогато най-голямото дете (независимо от пола) може автоматично да наследи благородническа семейна титла.